# Bienville megye
Bienville megye az Amerikai Egyesült Államokban, azon belül Louisiana államban található. Megyeszékhelye és legnagyobb városa Arcadia. Lakosainak száma 12 981 fő (2020. április 1.). Bienville megye Claiborne, Lincoln, Jackson, Winn, Natchitoches, Red River, Bossier és Webster megyékkel határos.

## Népesség
A megye népességének változása:
| Lakosok száma | 14 333 | 14 239 | 14 156 | 13 981 | 13 786 | 12 981 |
|               | 2010   | 2011   | 2012   | 2013   | 2015   | 2020   |